# Park Róż w Chorzowie
Park Róż w Chorzowie (park doktora Urbanowicza, w PRL-u park im. gen. Karola Świerczewskiego: niem. i do dzisiaj potocznie Rosengarten) – park w centrum Chorzowa o powierzchni  około 10 ha, założony w latach 1926–1930, znajduje się między ulicami Żwirki i Wigury, Urbanowicza, Piaskową, a ulicą Astrów. Właścicielem parku jest Urząd Miasta Chorzów. 

## Historia

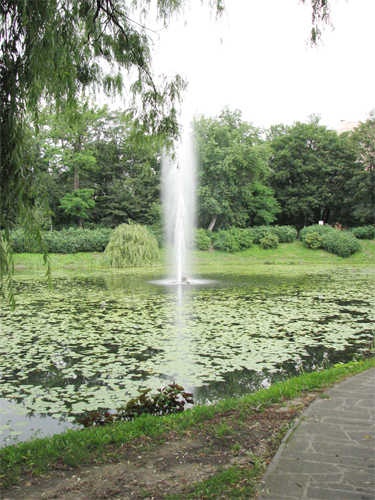
Fontanna na stawie Duży Leopold

W okresie międzywojennym, w latach 1926–1930, powstał jeden z najbardziej atrakcyjnych obecnie parków Chorzowa – Park Róż. Jego kompozycja ukształtowana jest na powierzchni około 10 ha, wcześniej była ona wielokrotnie powiększana i przebudowywana. Tworzą ją dwie części. W obszarze północnym, stworzono w układzie geometrycznym ogród różany, który zaważył na nazwie tego miejskiego terenu rekreacyjnego. W części południowej, rozpościera się do dziś, swobodnie ukształtowany, krajobraz parku.
W parku znajdują się dwa stawy zwane Małym i Dużym Leopoldem, które powstały w miejscu starej piaskowni. Gospodarując miejsce wypoczynku chorzowian, pomyślano o zarybieniu stawów, które przez to były i są rajem dla wędkarzy. Z biegiem lat stawy ulegały zniszczeniu. Przedostające się do nich ścieki kanalizacyjne, groziły zamarciem życia biologicznego. W 1997 roku zbiorniki rekultywowano, dzięki dotacji z Wojewódzkiego Funduszu Ochrony Środowiska i Gospodarki Wodnej (¾ funduszu na inwestycję) oraz Gminy Chorzów (¼ funduszu). Zadbano o oczyszczenie i uszczelnienie dna, uporządkowanie niebezpiecznych, stromych brzegów i połączenie Małego i Dużego Leopolda przekopem. Rekultywacja i poziom wód gruntowych pozwalają obecnie na utrzymanie wody w stawach do głębokości 2-2,5 metra, na tym samym poziomie. Względy bezpieczeństwa skłoniły projektantów do spłycenia większego ze stawów, co jednak nie miało negatywnego wpływu na życie biologiczne w zbiornikach.
Mniejszy ze stawów został powiększony i na nowo ukształtowany. Przygotowano na nim wysepkę, która służy jako miejsce lęgowe dla ptactwa. Gnieżdżą się tu kaczki łyski i krzyżówki. Z roślinności występuje na wysepce cypryśnik błotny z pneumatoforami (czyli naziemnymi korzeniami doprowadzającymi powietrze do systemu korzeniowego rośliny), które można podziwiać z brzegu. Stawy porastają trzciny, pałki wodne, grążele i grzybienie tzw. lilie wodne. Elementem zdobiącym duży zbiornik jest umieszczona na nim fontanna, która obok funkcji estetycznej, pozwala również natleniać wodę. Duży Leopold nie posiada wyspy, wyłożony jest folią i posiada system drenażowy. Wokół stawów znajduje się nawierzchnia z piaskowca.
1 czerwca 1979 roku odsłonięto w parku pomnik matki z dzieckiem autorstwa Andrzeja Szczepańca.